# Louis Arpa
Louis Arpa (Malta, 2 de agosto de 1949) es un exfutbolista maltés. Se desempeñaba en posición de delantero.

## Selección nacional
Fue internacional con la Selección de fútbol de Malta en dieciocho ocasiones.

## Clubes
| Club     | País  | Año               |
| -------- | ----- | ----------------- |
| Floriana | Malta | 1969/70 a 1977/78 |

## Palmarés

### Campeonatos nacionales
| Título                  | Club     | País  | Año                 |
| ----------------------- | -------- | ----- | ------------------- |
| Premier League de Malta | Floriana | Malta | 1970 1973 1975 1977 |
| Copa de Malta           | Floriana | Malta | 1972 1976           |